# Nericonia glabricollis
Nericonia glabricollis är en skalbaggsart som beskrevs av Heller 1915. Nericonia glabricollis ingår i släktet Nericonia och familjen långhorningar.
Artens utbredningsområde är Filippinerna. Inga underarter finns listade i Catalogue of Life.